# Union of International Associations
Die Union der Internationalen Verbände (Union of International Associations, UIA) ist ein gemeinnütziges nichtstaatliches Forschungsinstitut und Dokumentationszentrum mit Sitz in Brüssel und arbeitet unter einem Mandat der Vereinten Nationen. Sie wurde 1907 unter dem Namen Central Office of International Associations von Henri La Fontaine und Paul Otlet gegründet.
Das UIA ist ein unabhängiges Forschungsinstitut und eine Quelle für aktuelle und historische Informationen zur Arbeit der Zivilgesellschaft. Es dient zwei Hauptzwecken: Dokumentation und Förderung des öffentlichen Bewusstseins für die Arbeit internationaler Organisationen (sowohl INGOs als auch IGOs) internationale Treffen und weltweite Probleme. Die UIA unterstützt und erleichtert auch die Arbeit internationaler Verbände durch Schulungs- und Netzwerkmöglichkeiten.
Die UIA hat beratenden Status beim ECOSOC und der UNESCO.